# 아구스틴 가하테
아구스틴 가하테 비드리알레스(스페인어: Agustín Gajate Vidriales, 1958년 3월 23일, 바스크 주 산 세바스티안 ~)는 스페인의 전 축구 선수로, 현역 시절 중앙 수비수로 활약했다.
왕신발(Zapatones)이라는 별명이 붙은 그는 비록 기술적인 선수는 아니나 대인 방어에 두각을 나타냈고, 레알 소시에다드의 1군 선수로 15년 활약했다.

## 클럽 경력
가하테는 기푸스코아 도 산 세바스티안 출신이다. 레알 소시에다드 유소년부를 졸업한 그는 바스크 연고 구단에서만 활약했는데, 첫 출전 경기는 1978년 1월 1일, 1-0으로 이긴 발렌시아와의 원정 경기로 90분을 모두 소화했다. 그는 라 리가에서 2년 연속 우승을 할 당시 도합 4경기에 출전하는데 그쳤다. 이는 당시 그가 또다른 유소년부 출신인 알베르토 고리스에 밀렸기 때문이었지만, 이후에 주전으로 도약하기 시작하였고, 결국 고리스와 역사적인 중앙 수비 2인조를 맡게 되었다.
1986년부터 1988년까지 가하테는 단 3경기만을 결장했고, 5골을 득점했는데, 왕가는 코파 델 레이를 한 번 우승하였고, 또다른 시즌에는 리그 준우승을 거두었다. 1992년 6월, 가하테는 364번의 1부 리그 출전(모든 대회 통틀어 469경기 출전)의 기록을 세우고 현역에서 은퇴했다.

## 국가대표팀 경력
가하테는 스페인 U-21 국가대표팀 경기에 3번 출전했으며, 1980 모스크바 올림픽에서는 스페인 선수단 일원으로 대회에 참가했지만, 스페인은 이 대회에서 3무의 성적을 거두는데 그쳐서 조별 리그에서 탈락했다.

## 수상
레알 소시에다드
- 라 리가: 1980–81, 1981–82
- 코파 델 레이: 1986–87
- 수페르코파 데 에스파냐: 1982

## 같이 보기
- 원클럽맨 명단